# Fernando Gago
Fernando Rubén „Pintita” Gago (ur. 10 kwietnia 1986 w Ciudadeli) – argentyński piłkarz posiadający także obywatelstwo włoskie, grający na pozycji defensywnego pomocnika, trener piłkarski.
Fernando jest wychowankiem argentyńskiego Boca Juniors, z którego przeniósł się do stolicy Hiszpanii za 20 mln euro. W Realu zadebiutował 7 stycznia 2007 roku w meczu z Deportivo La Coruña, kiedy to na boisku spędził 58 minut. W 2008 roku został powołany do prowadzonej przez Sergio Batistę reprezentacji U-23 na Igrzyska Olimpijskie w Pekinie, gdzie Argentyna zdobyła złoty medal. Jego żoną jest Gisela Dulko (argentyńska tenisistka, odnosząca sukcesy w grze deblowej).

## Sukcesy

### Boca Juniors
- Copa Sudamericana: 2004, 2005
- Recopa Sudamericana: 2005, 2006
- Mistrz Argentyny Apertura: 2005
- Mistrz Argentyny Clausura: 2006

### Real Madryt
- Mistrzostwo Hiszpanii: 2007, 2008
- Superpuchar Hiszpanii: 2008
- Puchar Hiszpanii: 2011

### Reprezentacja
- Mistrzostwo Świata U-20 2005  Złoto
- Igrzyska Olimpijskie 2008 w Pekinie:  Złoto
- Mistrzostwa Świata 2014:  Srebrny